# Pelhřimov (Pelhřimovi járás)
Pelhřimov (németül Pilgram), település Csehországban, Pelhřimovi járásban. Pelhřimov Útěchovice, Veselá, Velký Rybník, Mezná, Ondřejov, Vokov, Dobrá Voda, Bácovice, Nová Buková, Krasíkovice, Nová Cerekev, Nový Rychnov, Útěchovičky, Čelistná, Častrov, Kojčice, Libkova Voda, Putimov, Svépravice, Proseč pod Křemešníkem, Zajíčkov, Rynárec, Dehtáře, Střítež pod Křemešníkem, Horní Cerekev, Červená Řečice, Zachotín, Dubovice, Božejov, Vyskytná, Žirov, Bělá, Olešná, Čížkov és Pavlov településekkel határos. Lakosainak száma 16 420 fő (2024. január 1.).

## Népesség
A település lakosságának változását az alábbi diagram mutatja:
| Lakosok száma | 8387 | 8894 | 10 079 | 9754 | 17 833 | 16 232 | 16 124 | 16 069 | 15 577 | 16 420 |
|               | 1869 | 1900 | 1921   | 1961 | 1980   | 2011   | 2016   | 2019   | 2021   | 2024   |